# 藤木正幸
藤木 正幸（ふじき まさゆき、1965年10月8日 - ）は、日本の政治家。熊本県御船町長（2期）。

## 来歴
熊本県御船町出身。実家は葬祭業を営む「藤木屋」。5代目として育てられた。御船町立御船小学校、御船町立御船中学校、熊本県立御船高等学校卒業。1988年（昭和63年）、第一経済大学（現・日本経済大学）経済学部経営学科卒業。小学校から大学まで野球に没頭したという。
福岡市内の結婚式場に就職。働き始めて2年ほどたった頃、地元が豪雨災害に遭い、実家が運営する結婚式場が水没。これをきっかけに帰郷し、以後25年間、「藤木屋」の専務取締役を務めた。

### 御船町長選挙へ立候補
2007年（平成19年）4月、バイオマスタウン構想を選挙公約に掲げた山本孝二が御船町長選挙に初当選。2008年（平成20年）10月16日、熊本市にある事業会社「御船竹資源開発」が御船町の竹を住宅の床材や発電に使うバイオマス事業（総事業費約20億円）の計画書を御船町に提出した。町は2009年（平成21年）、計約3億円を御船竹資源開発に支出したが、会社は資金計画が立たず事業は中止された。住民監査請求を受けた町監査委員は2011年（平成23年）、町長の山本の責任を認め、約3億円の支払いを勧告したが、山本は「不当な公金支出に当たらない」と拒否。2014年（平成26年）10月27日、熊本地裁は、山本に負担を求めた住民訴訟の判決で、3億円のうち約1億円分の支出を「違法」と判断。山本に1億円を請求するよう御船町に命じた。
町政が混乱する中、地域の人々から推され、任期満了に伴う御船町長選挙への出馬を決意。2015年（平成27年）4月26日に行われた町長選挙で現職の山本孝二との一騎打ちを制し、初当選した。4月27日、町長就任。
2019年（平成31年）、元職の山本孝二を再度破り、2期目の当選を果たした。